# Baseball Stars 2
Baseball Stars 2 (ベースボールスターズ2, en japonais) est un jeu vidéo de baseball développé et édité par SNK en 1992 sur Neo-Geo MVS, Neo-Geo AES et en 1994 sur Neo-Geo CD (NGM / NGH 041),,.

## Réédition
- Xbox Live Arcade
- Console virtuelle (Japon, Amérique du Nord, Europe)